# Sint-Antonius Abtkerk (Houtem)

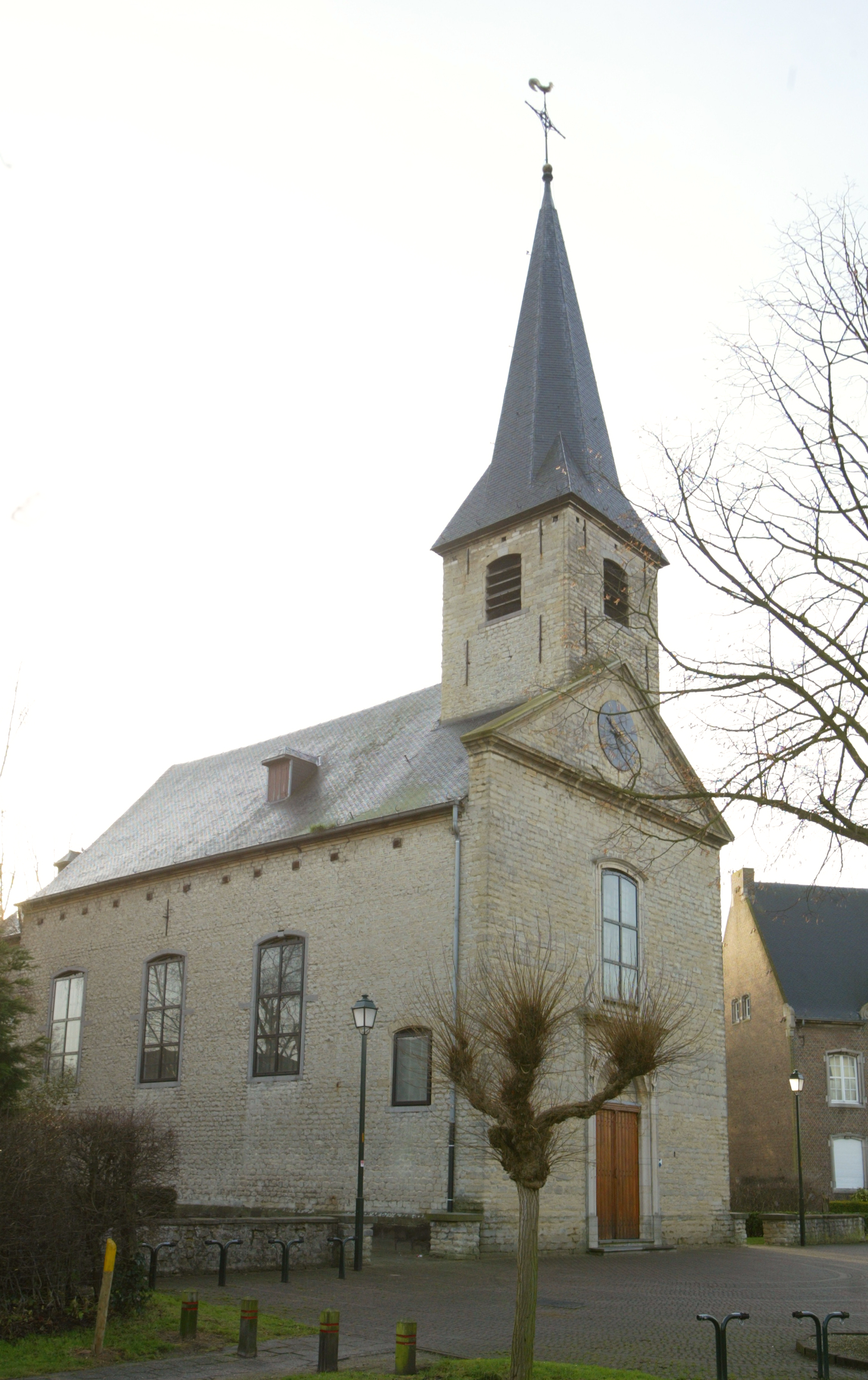
Sint-Antonius Abtkerk

De Sint-Antonius Abtkerk is de parochiekerk van de tot de Vlaams-Brabantse gemeente Vilvoorde behorende plaats Houtem, gelegen aan de Karel Trekelsstraat 48.

## Geschiedenis
De gelovigen van Houtem werden bediend vanuit de Abdij Ter Kameren welke ook voor de bouw van een kapel zorg droeg. In 1775 werd deze kapel vernieuwd en ontstond het huidige kerkje dat nog het wapenschild van de toenmalige abdis, Serafina Snoy bezit.

## Gebouw
Het betreft een georiënteerde zaalkerk in classicistische stijl, gebouwd in zandsteen met een plint van ijzerzandsteen. De kerk heeft een ingebouwde westtoren, voorzien van een ingesnoerde naaldspits. Het koor is driezijdig afgesloten. De westgevel toont een driehoekig fronton.

## Interieur
Het interieur wordt overkluisd door een tongewelf. De kerk bezit een 18e-eeuws schilderij van de Emmaüsgangers. Ook is er een houten Sint-Antoniusbeeld van 1775. Er is een biechtstoel van 1717 en een eind 18e-eeuwse biechtstoel in Lodewijk XVI-stijl.
Het orgel werd in 1742 gebouwd door Gilliam Davidts. De orgelkast is van 1711.